# Zeevang
| Gemeentegrenzen Wijkgrenzen Buurtgrenzen Autosnelweg Secundaire weg Spoorweg |  |  | ██ Geselecteerde gemeente ██ Bebouwd gebied ██ Bos of park ██ Binnenwater, rivier of kanaal |

Zeevang en omgeving

Zeevang (uitspraakⓘ) is een streek en was tussen 1970 en 2015 een gemeente in de Nederlandse provincie Noord-Holland. De gemeente telde 6.269 inwoners (31 maart 2015, bron: CBS) en had een oppervlakte van 54,34 km² (waarvan 16,66 km² water). De gemeente Zeevang maakte deel uit van de plusregio Stadsregio Amsterdam en de Metropoolregio Amsterdam. De streek wordt ook wel onder de regio Waterland gerekend, al behoort ze er van oorsprong niet bij.
Polder Zeevang is een Natura 2000-natuurgebied in de streek.

## Geschiedenis
De gemeente Zeevang ontstond in 1970 na opheffing van de oude gemeenten Beets, Kwadijk, Middelie, Oosthuizen en Warder.
De gemeenten Zeevang en Edam-Volendam startten in oktober 2013 de procedure om te komen tot een fusie per 1 januari 2016. In 2012 werd door de gemeente Zeevang een officieel verzoek ingediend bij Edam-Volendam om te komen tot een fusie, waarmee de buurgemeente in mei 2013 instemde. Op 18 november 2015 werden, in verband met deze fusie, herindelingsverkiezingen gehouden.
Per 1 januari 2016 is de gemeente Zeevang bij Edam-Volendam gevoegd.

## Plaatsen binnen de voormalige gemeente
Dorpen/Gehuchten:
- Beets
- Etersheim
- Hobrede
- Kwadijk
- Middelie
- Oosthuizen (voormalig gemeentehuis)
- Schardam
- Warder

Buurtschappen:
- Axwijk
- Verloreneinde

## Topografie
Topografische gemeentekaart van Zeevang, per juni 2015

## Zetelverdeling gemeenteraad
Samenstelling van de Zeevangse gemeenteraad vanaf 1982:
| Partij                      | 1982 | 1986 | 1990 | 1994 | 1998 | 2002 | 2006 | 2008* | 2014 |
| CDA                         | 1    | 1    | 1    | 1    | 1    | 1    | 1    | 1     | 1    |
| Gemeentebelangen Zeevang    | 3    | 2    | 4    | 4    | 4    | 5    | 5    | 3     | -    |
| GroenLinks                  | -    | -    | 1    | 1    | 2    | -    | -    | -     | -    |
| Lijst-de Vries              | -    | 1    | 1    | -    | -    | -    | -    | -     | -    |
| PvdA                        | 3    | 3    | 2    | 2    | 2    | 3    | 3    | 2     | 2    |
| Progressief Akkoord PSP-PPR | 1    | 1    | -    | -    | -    | -    | -    | -     | -    |
| VVD                         | 3    | 3    | 2    | 3    | 4    | 4    | 4    | 2     | 3    |
| Zeevang Anders              | -    | -    | -    | -    | -    | -    | -    | 5     | -    |
| Zeevangs Belang*            | -    | -    | -    | -    | -    | -    | -    | -     | 7    |
| Totaal                      | 11   | 11   | 11   | 11   | 13   | 13   | 13   | 13    | 13   |

*Zeevang Anders en Gemeentebelangen Zeevang gingen in 2014 op in Zeevangs Belang